# Hrubov
Hrubov je obec na Slovensku v okrese Humenné v Prešovském kraji na úpatí Ondavské vrchoviny. Žije zde 478 obyvatel.
První písemná zmínka pochází z roku 1478. Nachází se zde římskokatolický kostel svatých Petra a Pavla.